# FC Midtjylland
FC Midtjylland är en dansk fotbollsklubb från Herning. Hemmamatcherna spelas på MCH Arena. Klubben bildades 1999 då fotbollssektionen i Ikast FS gick samman med Herning Fremad. Klubben blev för första gången danska mästare säsongen 2014–2015.

## Spelare

### Spelartruppen
| Nr | Land          | Pos | Namn                           |
| -- | ------------- | --- | ------------------------------ |
| 1  | Danmark       | MV  | Jonas Lössl                    |
| 2  | Danmark       | MF  | André Rømer                    |
| 3  | Sydkorea      | F   | Han-Beom Lee                   |
| 5  | Uruguay       | MF  | Emiliano Martínez              |
| 6  | Sverige       | F   | Joel Andersson                 |
| 8  | Sverige       | MF  | Kristoffer Olsson              |
| 9  | Norge         | A   | Ola Brynhildsen                |
| 10 | Sydkorea      | A   | Gue-Sung Cho                   |
| 11 | Chile         | A   | Darío Osorio                   |
| 13 | Tjeckien      | F   | Adam Gabriel                   |
| 14 | Danmark       | F   | Henrik Dalsgaard ((Lagkapten)) |
| 15 | Island        | F   | Sverrir Ingi Ingason           |
| 17 | Guinea-Bissau | A   | Franculino                     |

| Nr | Land         | Pos | Namn                            |
| -- | ------------ | --- | ------------------------------- |
| 20 | Danmark      | MF  | Valdemar Byskov                 |
| 22 | Danmark      | F   | Mads Bech Sørensen              |
| 24 | Danmark      | MF  | Oliver Sørensen                 |
| 29 | Brasilien    | F   | Paulinho                        |
| 35 | Brasilien    | MF  | Charles                         |
| 37 | Sverige      | MF  | Armin Gigovic (lån från Rostov) |
| 38 | Brasilien    | A   | Marrony                         |
| 45 | Sierra Leone | A   | Alhaji Kamara                   |
| 50 | Österrike    | MV  | Martin Fraisl                   |
| 55 | Danmark      | F   | Victor Bak Jensen               |
| 58 | Turkiet      | A   | Aral Simsir                     |
| 73 | Brasilien    | F   | Juninho                         |
| 90 | Danmark      | MV  | Oscar Hedvall                   |

### Utlånade spelare
| Nr | Land      | Pos | Namn                                               |
| -- | --------- | --- | -------------------------------------------------- |
|    | Danmark   | MF  | Andreas Nibe (i Mafra till 30 juni 2024)           |
|    | Danmark   | A   | August Priske (i FC Eindhoven till 30 juni 2024)   |
|    | Zambia    | A   | Edward Chilufya (i BK Häcken till 30 juni 2024)    |
|    | Island    | MV  | Elías Rafn Ólafsson (i Mafra till 30 juni 2024)    |
|    | Danmark   | A   | Frederik Heiselberg (i Horsens till 30 juni 2024)  |
|    | Danmark   | A   | Jonathan Lind (i Mafra till 30 juni 2024)          |
|    | Brasilien | A   | Júnior Brumado (i Hansa Rostock till 30 juni 2024) |

| Nr | Land     | Pos | Namn                                             |
| -- | -------- | --- | ------------------------------------------------ |
|    | Nigeria  | MV  | Mark Ugboh (i Holstebro till 30 juni 2024)       |
|    | Danmark  | F   | Mikkel Fischer (i Fredericia till 30 juni 2024)  |
|    | Colombia | F   | Pablo Ortiz (i Pardubice till 30 juni 2024)      |
|    | Danmark  | F   | Pontus Texel (i Mafra till 30 juni 2024)         |
|    | Danmark  | F   | Stefan Gartenmann (i Aberdeen till 30 juni 2024) |
|    | Danmark  | MV  | Valdemar Birksø (i Fredericia till 30 juni 2024) |
|    | Danmark  | A   | Victor Lind (i Vejle till 30 juni 2024)          |

### Svenska spelare
- Ola Tidman (2005)
- Ken Fagerberg (2008–2011)
- Benjamin Kibebe (2012)
- Petter Andersson (2012–2016)
- Kristoffer Olsson (2014–2017)
- Johan Dahlin (2015–2017)
- Simon Kroon (2017–2018)
- Joel Andersson (2018–)
- Jens Cajuste (2018–)